# 24 uur van Le Mans 2019
De 24 uur van Le Mans 2019 was de 87e editie van deze endurancerace. De race werd verreden op 15 en 16 juni 2019 op het Circuit de la Sarthe nabij Le Mans, Frankrijk. Het was de achtste en laatste race van het FIA World Endurance Championship-seizoen 2018-2019.
De race werd gewonnen door de Toyota #8 van Sébastien Buemi, Fernando Alonso en Kazuki Nakajima, die allemaal hun tweede Le Mans-zege behaalden. De LMP2-klasse werd gewonnen door de Signatech Alpine Matmut #36 van Nicolas Lapierre, André Negrão en Pierre Thiriet. De LMGTE Pro-klasse werd gewonnen door de #51 AF Corse van James Calado, Alessandro Pier Guidi en Daniel Serra. De LMGTE Am-klasse werd oorspronkelijk gewonnen door de #85 Keating Motorsports van Ben Keating, Jeroen Bleekemolen en Felipe Fraga, maar het team werd gediskwalificeerd omdat de tank van hun auto te groot was. In plaats hiervan won de Team Project 1 #56 van Jörg Bergmeister, Patrick Lindsey en Egidio Perfetti.

## Inschrijvingen
- De #99 Dempsey-Proton Racing ging niet van start vanwege een blessure bij coureur Tracy Krohn, die hij opliep tijdens een crash in de trainingssessie.

| No.                           | Team                          | Auto                      | Banden                  | Rijder 1                 | Rijder 2                | Rijder 3                 |                         |
| LMP1 (8 inschrijvingen)       | LMP1 (8 inschrijvingen)       | LMP1 (8 inschrijvingen)   | LMP1 (8 inschrijvingen) | LMP1 (8 inschrijvingen)  | LMP1 (8 inschrijvingen) | LMP1 (8 inschrijvingen)  | LMP1 (8 inschrijvingen) |
| ----------------------------- | ----------------------------- | ------------------------- | ----------------------- | ------------------------ | ----------------------- | ------------------------ | ----------------------- |
| 1                             | Rebellion Racing              | Rebellion R13-Gibson      | M                       | Neel Jani                | André Lotterer          | Bruno Senna              |                         |
| 3                             | Rebellion Racing              | Rebellion R13-Gibson      | M                       | Nathanaël Berthon        | Thomas Laurent          | Gustavo Menezes          |                         |
| 4                             | ByKolles Racing Team          | ENSO CLM P1/01-Gibson     | M                       | Tom Dillmann             | Paolo Ruberti           | Oliver Webb              |                         |
| 7                             | Toyota Gazoo Racing           | Toyota TS050 Hybrid       | M                       | Mike Conway              | Kamui Kobayashi         | José María López         |                         |
| 8                             | Toyota Gazoo Racing           | Toyota TS050 Hybrid       | M                       | Fernando Alonso          | Sébastien Buemi         | Kazuki Nakajima          |                         |
| 10                            | DragonSpeed                   | BR Engineering BR1-Gibson | M                       | Ben Hanley               | Henrik Hedman           | Renger van der Zande     |                         |
| 11                            | SMP Racing                    | BR Engineering BR1-AER    | M                       | Michail Aljosjin         | Vitali Petrov           | Stoffel Vandoorne        |                         |
| 17                            | SMP Racing                    | BR Engineering BR1-AER    | M                       | Jegor Oroedzjev          | Stéphane Sarrazin       | Sergej Sirotkin          |                         |
| LMP2 (20 inschrijvingen)      |                               |                           |                         |                          |                         |                          |                         |
| 20                            | High Class Racing             | Oreca 07-Gibson           | D                       | Dennis Andersen          | Mathias Beche           | Anders Fjordbach         |                         |
| 22                            | United Autosports             | Ligier JS P217-Gibson     | M                       | Filipe Albuquerque       | Philip Hanson           | Paul di Resta            |                         |
| 23                            | Panis Barthez Competition     | Ligier JS P217-Gibson     | D                       | René Binder              | Julien Canal            | Will Stevens             |                         |
| 25                            | Algarve Pro Racing            | Oreca 07-Gibson           | D                       | John Falb                | Andrea Pizzitola        | David Zollinger          |                         |
| 26                            | G-Drive Racing                | Aurus 01-Gibson           | D                       | Roman Roesinov           | Job van Uitert          | Jean-Éric Vergne         |                         |
| 28                            | TDS Racing                    | Oreca 07-Gibson           | D                       | Loïc Duval               | François Perrodo        | Matthieu Vaxivière       |                         |
| 29                            | Racing Team Nederland         | Dallara P217-Gibson       | M                       | Frits van Eerd           | Giedo van der Garde     | Nyck de Vries            |                         |
| 30                            | Duqueine Engineering          | Oreca 07-Gibson           | M                       | Romain Dumas             | Nico Jamin              | Pierre Ragues            |                         |
| 31                            | DragonSpeed                   | Oreca 07-Gibson           | M                       | Anthony Davidson         | Roberto González        | Pastor Maldonado         |                         |
| 32                            | United Autosports             | Ligier JS P217-Gibson     | M                       | Alex Brundle             | Ryan Cullen             | Will Owen                |                         |
| 34                            | Inter Europol Competition     | Ligier JS P217-Gibson     | M                       | Nigel Moore              | Jakub Śmiechowski       | James Winslow            |                         |
| 36                            | Signatech Alpine Matmut       | Alpine A470-Gibson        | M                       | Nicolas Lapierre         | André Negrão            | Pierre Thiriet           |                         |
| 37                            | Jackie Chan DC Racing         | Oreca 07-Gibson           | D                       | David Heinemeier Hansson | Jordan King             | Ricky Taylor             |                         |
| 38                            | Jackie Chan DC Racing         | Oreca 07-Gibson           | D                       | Gabriel Aubry            | Stéphane Richelmi       | Ho-Pin Tung              |                         |
| 39                            | Graff                         | Oreca 07-Gibson           | M                       | Vincent Capillaire       | Tristan Gommendy        | Jonathan Hirschi         |                         |
| 43                            | RLR M Sport/Tower Events      | Oreca 07-Gibson           | D                       | John Farano              | Arjun Maini             | Norman Nato              |                         |
| 47                            | Cetilar Racing Villorba Corse | Dallara P217-Gibson       | D                       | Andrea Belicchi          | Roberto Lacorte         | Giorgio Sernagiotto      |                         |
| 48                            | IDEC Sport                    | Oreca 07-Gibson           | M                       | Paul-Loup Chatin         | Paul Lafargue           | Memo Rojas               |                         |
| 49                            | ARC Bratislava                | Ligier JS P217-Gibson     | D                       | Henning Enqvist          | Miro Konôpka            | Konstantin Teresjtsjenko |                         |
| 50                            | Larbre Compétition            | Ligier JS P217-Gibson     | M                       | Nicholas Boulle          | Erwin Creed             | Romano Ricci             |                         |
| LMGTE Pro (17 inschrijvingen) |                               |                           |                         |                          |                         |                          |                         |
| 51                            | AF Corse                      | Ferrari 488 GTE Evo       | M                       | James Calado             | Alessandro Pier Guidi   | Daniel Serra             |                         |
| 63                            | Corvette Racing               | Chevrolet Corvette C7.R   | M                       | Antonio García           | Jan Magnussen           | Mike Rockenfeller        |                         |
| 64                            | Corvette Racing               | Chevrolet Corvette C7.R   | M                       | Marcel Fässler           | Oliver Gavin            | Tommy Milner             |                         |
| 66                            | Ford Chip Ganassi Team UK     | Ford GT                   | M                       | Billy Johnson            | Stefan Mücke            | Olivier Pla              |                         |
| 67                            | Ford Chip Ganassi Team UK     | Ford GT                   | M                       | Jonathan Bomarito        | Andy Priaulx            | Harry Tincknell          |                         |
| 68                            | Ford Chip Ganassi Team USA    | Ford GT                   | M                       | Sébastien Bourdais       | Joey Hand               | Dirk Müller              |                         |
| 69                            | Ford Chip Ganassi Team USA    | Ford GT                   | M                       | Ryan Briscoe             | Scott Dixon             | Richard Westbrook        |                         |
| 71                            | AF Corse                      | Ferrari 488 GTE Evo       | M                       | Sam Bird                 | Miguel Molina           | Davide Rigon             |                         |
| 81                            | BMW Team MTEK                 | BMW M8 GTE                | M                       | Nick Catsburg            | Philipp Eng             | Martin Tomczyk           |                         |
| 82                            | BMW Team MTEK                 | BMW M8 GTE                | M                       | António Félix da Costa   | Augusto Farfus          | Jesse Krohn              |                         |
| 89                            | Risi Competizione             | Ferrari 488 GTE Evo       | M                       | Pipo Derani              | Jules Gounon            | Oliver Jarvis            |                         |
| 91                            | Porsche GT Team               | Porsche 911 RSR           | M                       | Gianmaria Bruni          | Richard Lietz           | Frédéric Makowiecki      |                         |
| 92                            | Porsche GT Team               | Porsche 911 RSR           | M                       | Michael Christensen      | Kévin Estre             | Laurens Vanthoor         |                         |
| 93                            | Porsche GT Team               | Porsche 911 RSR           | M                       | Earl Bamber              | Patrick Pilet           | Nick Tandy               |                         |
| 94                            | Porsche GT Team               | Porsche 911 RSR           | M                       | Mathieu Jaminet          | Sven Müller             | Dennis Olsen             |                         |
| 95                            | Aston Martin Racing           | Aston Martin Vantage AMR  | M                       | Marco Sørensen           | Nicki Thiim             | Darren Turner            |                         |
| 97                            | Aston Martin Racing           | Aston Martin Vantage AMR  | M                       | Jonathan Adam            | Alex Lynn               | Maxime Martin            |                         |
| LMGTE Am (17 inschrijvingen)  |                               |                           |                         |                          |                         |                          |                         |
| 54                            | Spirit of Race                | Ferrari 488 GTE           | M                       | Francesco Castellacci    | Giancarlo Fisichella    | Thomas Flohr             |                         |
| 56                            | Team Project 1                | Porsche 911 RSR           | M                       | Jörg Bergmeister         | Patrick Lindsey         | Egidio Perfetti          |                         |
| 57                            | Car Guy Racing                | Ferrari 488 GTE           | M                       | Kei Cozzolino            | Takeshi Kimura          | Côme Ledogar             |                         |
| 60                            | Kessel Racing                 | Ferrari 488 GTE           | M                       | Claudio Schiavoni        | Sergio Pianezzola       | Andrea Piccini           |                         |
| 61                            | Clearwater Racing             | Ferrari 488 GTE           | M                       | Luis Pérez Companc       | Matteo Cressoni         | Matt Griffin             |                         |
| 62                            | WeatherTech Racing            | Ferrari 488 GTE           | M                       | Cooper MacNeil           | Robert Smith            | Toni Vilander            |                         |
| 70                            | MR Racing                     | Ferrari 488 GTE           | M                       | Olivier Beretta          | Eddie Cheever III       | Motoaki Ishikawa         |                         |
| 77                            | Dempsey-Proton Racing         | Porsche 911 RSR           | M                       | Julien Andlauer          | Matt Campbell           | Christian Ried           |                         |
| 78                            | Proton Competition            | Porsche 911 RSR           | M                       | Vincent Abril            | Louis Prette            | Philippe Prette          |                         |
| 83                            | Kessel Racing                 | Ferrari 488 GTE           | M                       | Rahel Frey               | Michelle Gatting        | Manuela Gostner          |                         |
| 84                            | JMW Motorsport                | Ferrari 488 GTE           | M                       | Rodrigo Baptista         | Wei Lu                  | Jeff Segal               |                         |
| 85                            | Keating Motorsports           | Ford GT                   | M                       | Jeroen Bleekemolen       | Felipe Fraga            | Ben Keating              |                         |
| 86                            | Gulf Racing                   | Porsche 911 RSR           | M                       | Ben Barker               | Thomas Preining         | Michael Wainwright       |                         |
| 88                            | Dempsey-Proton Racing         | Porsche 911 RSR           | M                       | Matteo Cairoli           | Satoshi Hoshino         | Giorgio Roda             |                         |
| 90                            | TF Sport                      | Aston Martin Vantage GTE  | M                       | Charlie Eastwood         | Euan Hankey             | Salih Yoluç              |                         |
| 98                            | Aston Martin Racing           | Aston Martin Vantage GTE  | M                       | Paul Dalla Lana          | Pedro Lamy              | Mathias Lauda            |                         |
| 99                            | Dempsey-Proton Racing         | Porsche 911 RSR           | M                       | Niclas Jönsson           | Tracy Krohn             | Patrick Long             |                         |

## Kwalificatie
Tijden vetgedrukt betekent de snelste tijd in die klasse. De snelste tijd voor elk team wordt aangegeven door een grijze achtergrond.
| Pos. | Klasse    | No. | Team                          | Q1        | Q2       | Q3        | Verschil | Grid |
| ---- | --------- | --- | ----------------------------- | --------- | -------- | --------- | -------- | ---- |
| 1    | LMP1      | 7   | Toyota Gazoo Racing           | 3:17.161  | 3:15.497 | 3:20.494  |          | 1    |
| 2    | LMP1      | 8   | Toyota Gazoo Racing           | 3:19.632  | 3:15.908 | 3:20.669  | +0.411   | 2    |
| 3    | LMP1      | 17  | SMP Racing                    | 3:17.633  | 3:17.437 | 3:16.159  | +0.662   | 3    |
| 4    | LMP1      | 3   | Rebellion Racing              | 3:19.603  | 3:18.884 | 3:16.404  | +0.907   | 4    |
| 5    | LMP1      | 11  | SMP Racing                    | 3:20.934  | 3:16.953 | 3:16.665  | +1.168   | 5    |
| 6    | LMP1      | 1   | Rebellion Racing              | Geen tijd | 3:17.313 | 3:16.810  | +1.313   | 6    |
| 7    | LMP1      | 10  | DragonSpeed                   | 3:20.200  | 3:23.672 | 3:25.902  | +4.703   | 7    |
| 8    | LMP1      | 4   | ByKolles Racing Team          | 3:25.246  | 3:23.726 | 3:23.109  | +7.612   | 8    |
| 9    | LMP2      | 28  | TDS Racing                    | 3:28.840  | 3:27.096 | 3:25.345  | +9.848   | 9    |
| 10   | LMP2      | 31  | DragonSpeed                   | 3:26.804  | 3:26.490 | 3:25.667  | +10.170  | 10   |
| 11   | LMP2      | 36  | Signatech Alpine Matmut       | 3:26.935  | 3:28.471 | 3:25.874  | +10.377  | 11   |
| 12   | LMP2      | 48  | IDEC Sport                    | 3:27.847  | 3:27.804 | 3:26.011  | +10.514  | 12   |
| 13   | LMP2      | 26  | G-Drive Racing                | 3:29.107  | 3:28.713 | 3:26.257  | +10.760  | 13   |
| 14   | LMP2      | 22  | United Autosports             | 3:27.338  | 3:27.356 | 3:26.543  | +11.046  | 14   |
| 15   | LMP2      | 38  | Jackie Chan DC Racing         | 3:28.738  | 3:27.821 | 3:27.779  | +11.324  | 15   |
| 16   | LMP2      | 29  | Racing Team Nederland         | 3:28.909  | 3:27.107 | 3:27.384  | +11.610  | 16   |
| 17   | LMP2      | 32  | United Autosports             | 3:29.583  | 3:28.779 | 3:27.509  | +12.012  | 17   |
| 18   | LMP2      | 20  | High Class Racing             | 3:32.945  | 3:29.633 | 3:27.610  | +12.113  | 18   |
| 19   | LMP2      | 23  | Panis Barthez Competition     | 3:29.821  | 3:27.790 | 3:32.511  | +12.293  | 19   |
| 20   | LMP2      | 37  | Jackie Chan DC Racing         | 3:29.498  | 3:28.569 | 3:28.049  | +12.552  | 20   |
| 21   | LMP2      | 30  | Duqueine Engineering          | 3:28.653  | 3:30.353 | 3:28.195  | +12.698  | 21   |
| 22   | LMP2      | 39  | Graff                         | 3:30.970  | 3:28.426 | Geen tijd | +12.929  | 22   |
| 23   | LMP2      | 25  | Algarve Pro Racing            | 3:29.126  | 3:28.457 | 3:31.113  | +12.960  | 23   |
| 24   | LMP2      | 43  | RLR M Sport/Tower Events      | 3:31.017  | 3:29.137 | 3:28.803  | +13.306  | 24   |
| 25   | LMP2      | 47  | Cetilar Racing Villorba Corse | 3:29.748  | 3:28.942 | 3:29.556  | +13.445  | 25   |
| 26   | LMP2      | 34  | Inter Europol Competition     | 3:30.744  | 3:30.823 | 3:31.491  | +15.247  | 26   |
| 27   | LMP2      | 49  | ARC Bratislava                | 3:35.480  | 3:44.799 | 3:34.146  | +18.649  | 27   |
| 28   | LMP2      | 50  | Larbre Compétition            | 3:38.663  | 3:36.144 | 3:34.913  | +19.416  | 28   |
| 29   | LMGTE Pro | 95  | Aston Martin Racing           | 3:50.812  | 3:51.948 | 3:48.000  | +32.503  | 29   |
| 30   | LMGTE Pro | 67  | Ford Chip Ganassi Team UK     | 3:49.530  | 3:52.831 | 3:48.112  | +32.615  | 30   |
| 31   | LMGTE Pro | 63  | Corvette Racing               | 3:52.109  | 3:49.424 | 3:48.830  | +33.333  | 31   |
| 32   | LMGTE Pro | 93  | Porsche GT Team               | 3:49.558  | 3:50.171 | 3:48.907  | +33.410  | 32   |
| 33   | LMGTE Pro | 82  | BMW Team MTEK                 | 3:53.498  | 3:51.818 | 3:49.108  | +33.611  | 33   |
| 34   | LMGTE Pro | 68  | Ford Chip Ganassi Team USA    | 3:53.053  | 3:50.486 | 3:49.116  | +33.619  | 34   |
| 35   | LMGTE Pro | 92  | Porsche GT Team               | 3:50.468  | 3:49.388 | 3:49.196  | +33.699  | 35   |
| 36   | LMGTE Pro | 71  | AF Corse                      | 3:50.850  | 3:50.623 | 3:49.391  | +33.894  | 36   |
| 37   | LMGTE Pro | 66  | Ford Chip Ganassi Team UK     | 3:53.793  | 3:51.601 | 3:49.511  | +34.014  | 37   |
| 38   | LMGTE Pro | 69  | Ford Chip Ganassi Team USA    | 3:51.821  | 3:50.339 | 3:49.546  | +34.049  | 38   |
| 39   | LMGTE Pro | 64  | Corvette Racing               | 3:52.490  | 3:51.011 | 3:49.573  | +34.076  | 39   |
| 40   | LMGTE Pro | 51  | AF Corse                      | 3:52.128  | 3:51.019 | 3:49.655  | +34.158  | 40   |
| 41   | LMGTE Pro | 91  | Porsche GT Team               | 3:50.099  | 3:49.921 | 3:51.039  | +34.424  | 41   |
| 42   | LMGTE Pro | 97  | Aston Martin Racing           | 3:50.037  | 3:52.283 | 3:50.383  | +34.540  | 42   |
| 43   | LMGTE Pro | 94  | Porsche GT Team               | 3:50.278  | 3:50.810 | 3:50.593  | +34.781  | 43   |
| 44   | LMGTE Pro | 81  | BMW Team MTEK                 | 3:51.476  | 3:51.353 | Geen tijd | +35.856  | 44   |
| 45   | LMGTE Am  | 88  | Dempsey-Proton Racing         | 3:52.454  | 3:54.107 | 3:51.439  | +35.942  | 45   |
| 46   | LMGTE Pro | 89  | Risi Competizione             | 3:52.997  | 3:53.244 | 3:51.454  | +35.957  | 46   |
| 47   | LMGTE Am  | 77  | Dempsey-Proton Racing         | 3:53.408  | 3:54.008 | 3:51.645  | +36.148  | 47   |
| 48   | LMGTE Am  | 86  | Gulf Racing                   | 3:55.033  | 3:53.571 | 3:51.944  | +36.447  | 48   |
| 49   | LMGTE Am  | 84  | JMW Motorsport                | 3:54.513  | 3:56.154 | 3:52.423  | +36.926  | 49   |
| 50   | LMGTE Am  | 78  | Proton Competition            | 3:54.324  | 3:54.942 | 3:52.434  | +36.937  | 50   |
| 51   | LMGTE Am  | 56  | Team Project 1                | 3:52.750  | 3:55.011 | 3:53.135  | +37.253  | 51   |
| 52   | LMGTE Am  | 54  | Spirit of Race                | 3:53.793  | 3:52.826 | 3:52.879  | +37.329  | 52   |
| 53   | LMGTE Am  | 57  | Car Guy Racing                | 3:56.034  | 3:53.474 | 3:54.928  | +37.977  | 53   |
| 54   | LMGTE Am  | 85  | Keating Motorsports           | 3:56.579  | 3:53.492 | 3:54.815  | +37.995  | 54   |
| 55   | LMGTE Am  | 60  | Kessel Racing                 | 3:56.147  | 3:53.990 | 3:53.528  | +38.021  | 55   |
| 56   | LMGTE Am  | 98  | Aston Martin Racing           | 3:53.530  | 3:56.136 | 3:53.698  | +38.033  | 56   |
| 57   | LMGTE Am  | 90  | TF Sport                      | 3:53.974  | 3:54.542 | 3:53.606  | +38.109  | 57   |
| 58   | LMGTE Am  | 62  | WeatherTech Racing            | 3:55.544  | 3:54.350 | 3:53.630  | +38.133  | 58   |
| 59   | LMGTE Am  | 70  | MR Racing                     | 3:54.737  | 3:55.906 | 3:54.051  | +38.554  | 59   |
| 60   | LMGTE Am  | 83  | Kessel Racing                 | 3:56.333  | 3:54.363 | 3:54.083  | +38.586  | 60   |
| 61   | LMGTE Am  | 61  | Clearwater Racing             | 3:56.072  | 3:56.120 | 3:54.240  | +38.743  | 61   |

## Uitslag
Winnaars in hun klasse zijn vetgedrukt; LMP1 is rood, LMP2 is blauw, LMGTE Pro is groen en LMGTE Am is oranje.
| Pos. | Klasse    | No. | Team                          | Coureurs                                                | Chassis                       | Banden | Ronden | Tijd/Reden        |
| Pos. | Klasse    | No. | Team                          | Coureurs                                                | Motor                         | Banden | Ronden | Tijd/Reden        |
| ---- | --------- | --- | ----------------------------- | ------------------------------------------------------- | ----------------------------- | ------ | ------ | ----------------- |
| 1    | LMP1      | 8   | Toyota Gazoo Racing           | Sébastien Buemi Kazuki Nakajima Fernando Alonso         | Toyota TS050 Hybrid           | M      | 385    | 24:00:10.574      |
| 1    | LMP1      | 8   | Toyota Gazoo Racing           | Sébastien Buemi Kazuki Nakajima Fernando Alonso         | Toyota 2.4 L Turbo V6         | M      | 385    | 24:00:10.574      |
| 2    | LMP1      | 7   | Toyota Gazoo Racing           | Mike Conway Kamui Kobayashi José María López            | Toyota TS050 Hybrid           | M      | 385    | +16.972           |
| 2    | LMP1      | 7   | Toyota Gazoo Racing           | Mike Conway Kamui Kobayashi José María López            | Toyota 2.4 L Turbo V6         | M      | 385    | +16.972           |
| 3    | LMP1      | 11  | SMP Racing                    | Michail Aljosjin Vitali Petrov Stoffel Vandoorne        | BR Engineering BR1            | M      | 379    | +6 ronden         |
| 3    | LMP1      | 11  | SMP Racing                    | Michail Aljosjin Vitali Petrov Stoffel Vandoorne        | AER P60B 2.4 L Turbo V6       | M      | 379    | +6 ronden         |
| 4    | LMP1      | 1   | Rebellion Racing              | Bruno Senna André Lotterer Neel Jani                    | Rebellion R13                 | M      | 376    | +9 ronden         |
| 4    | LMP1      | 1   | Rebellion Racing              | Bruno Senna André Lotterer Neel Jani                    | Gibson GL458 4.5 L V8         | M      | 376    | +9 ronden         |
| 5    | LMP1      | 3   | Rebellion Racing              | Thomas Laurent Gustavo Menezes Nathanaël Berthon        | Rebellion R13                 | M      | 370    | +15 ronden        |
| 5    | LMP1      | 3   | Rebellion Racing              | Thomas Laurent Gustavo Menezes Nathanaël Berthon        | Gibson GL458 4.5 L V8         | M      | 370    | +15 ronden        |
| 6    | LMP2      | 36  | Signatech Alpine Matmut       | Nicolas Lapierre Pierre Thiriet André Negrão            | Alpine A470                   | D      | 368    | +17 ronden        |
| 6    | LMP2      | 36  | Signatech Alpine Matmut       | Nicolas Lapierre Pierre Thiriet André Negrão            | Gibson GK428 4.2 L V8         | D      | 368    | +17 ronden        |
| 7    | LMP2      | 38  | Jackie Chan DC Racing         | Ho-Pin Tung Gabriel Aubry Stéphane Richelmi             | Oreca 07                      | D      | 367    | +18 ronden        |
| 7    | LMP2      | 38  | Jackie Chan DC Racing         | Ho-Pin Tung Gabriel Aubry Stéphane Richelmi             | Gibson GK428 4.2 L V8         | D      | 367    | +18 ronden        |
| 8    | LMP2      | 28  | TDS Racing                    | François Perrodo Loïc Duval Matthieu Vaxivière          | Oreca 07                      | D      | 366    | +19 ronden        |
| 8    | LMP2      | 28  | TDS Racing                    | François Perrodo Loïc Duval Matthieu Vaxivière          | Gibson GK428 4.2 L V8         | D      | 366    | +19 ronden        |
| 9    | LMP2      | 22  | United Autosports             | Philip Hanson Paul di Resta Filipe Albuquerque          | Ligier JS P217                | M      | 365    | +20 ronden        |
| 9    | LMP2      | 22  | United Autosports             | Philip Hanson Paul di Resta Filipe Albuquerque          | Gibson GK428 4.2 L V8         | M      | 365    | +20 ronden        |
| 10   | LMP2      | 48  | IDEC Sport                    | Paul Lafargue Paul-Loup Chatin Memo Rojas               | Oreca 07                      | M      | 364    | +21 ronden        |
| 10   | LMP2      | 48  | IDEC Sport                    | Paul Lafargue Paul-Loup Chatin Memo Rojas               | Gibson GK428 4.2 L V8         | M      | 364    | +21 ronden        |
| 11   | LMP2      | 26  | G-Drive Racing                | Roman Roesinov Job van Uitert Jean-Éric Vergne          | Aurus 01                      | D      | 364    | +21 ronden        |
| 11   | LMP2      | 26  | G-Drive Racing                | Roman Roesinov Job van Uitert Jean-Éric Vergne          | Gibson GK428 4.2 L V8         | D      | 364    | +21 ronden        |
| 12   | LMP2      | 30  | Duqueine Engineering          | Romain Dumas Pierre Ragues Nico Jamin                   | Oreca 07                      | M      | 363    | +22 ronden        |
| 12   | LMP2      | 30  | Duqueine Engineering          | Romain Dumas Pierre Ragues Nico Jamin                   | Gibson GK428 4.2 L V8         | M      | 363    | +22 ronden        |
| 13   | LMP2      | 23  | Panis Barthez Competition     | René Binder Will Stevens Julien Canal                   | Ligier JS P217                | D      | 362    | +23 ronden        |
| 13   | LMP2      | 23  | Panis Barthez Competition     | René Binder Will Stevens Julien Canal                   | Gibson GK428 4.2 L V8         | D      | 362    | +23 ronden        |
| 14   | LMP2      | 39  | Graff                         | Tristan Gommendy Vincent Capillaire Jonathan Hirschi    | Oreca 07                      | M      | 362    | +23 ronden        |
| 14   | LMP2      | 39  | Graff                         | Tristan Gommendy Vincent Capillaire Jonathan Hirschi    | Gibson GK428 4.2 L V8         | M      | 362    | +23 ronden        |
| 15   | LMP2      | 25  | Algarve Pro Racing            | John Falb Andrea Pizzitola David Zollinger              | Oreca 07                      | D      | 357    | +28 ronden        |
| 15   | LMP2      | 25  | Algarve Pro Racing            | John Falb Andrea Pizzitola David Zollinger              | Gibson GK428 4.2 L V8         | D      | 357    | +28 ronden        |
| 16   | LMP2      | 20  | High Class Racing             | Dennis Andersen Anders Fjordbach Mathias Beche          | Oreca 07                      | D      | 356    | +29 ronden        |
| 16   | LMP2      | 20  | High Class Racing             | Dennis Andersen Anders Fjordbach Mathias Beche          | Gibson GK428 4.2 L V8         | D      | 356    | +29 ronden        |
| 17   | LMP2      | 50  | Larbre Compétition            | Erwin Creed Romano Ricci Nicholas Boulle                | Ligier JS P217                | M      | 355    | +30 ronden        |
| 17   | LMP2      | 50  | Larbre Compétition            | Erwin Creed Romano Ricci Nicholas Boulle                | Gibson GK428 4.2 L V8         | M      | 355    | +30 ronden        |
| 18   | LMP2      | 47  | Cetilar Racing Villorba Corse | Roberto Lacorte Andrea Belicchi Giorgio Sernagiotto     | Dallara P217                  | D      | 352    | +33 ronden        |
| 18   | LMP2      | 47  | Cetilar Racing Villorba Corse | Roberto Lacorte Andrea Belicchi Giorgio Sernagiotto     | Gibson GK428 4.2 L V8         | D      | 352    | +33 ronden        |
| 19   | LMP2      | 32  | United Autosports             | Ryan Cullen Alex Brundle Will Owen                      | Ligier JS P217                | M      | 348    | +37 ronden        |
| 19   | LMP2      | 32  | United Autosports             | Ryan Cullen Alex Brundle Will Owen                      | Gibson GK428 4.2 L V8         | M      | 348    | +37 ronden        |
| 20   | LMGTE Pro | 51  | AF Corse                      | James Calado Alessandro Pier Guidi Daniel Serra         | Ferrari 488 GTE Evo           | M      | 342    | +43 ronden        |
| 20   | LMGTE Pro | 51  | AF Corse                      | James Calado Alessandro Pier Guidi Daniel Serra         | Ferrari F154CB 3.9 L Turbo V8 | M      | 342    | +43 ronden        |
| 21   | LMGTE Pro | 91  | Porsche GT Team               | Richard Lietz Gianmaria Bruni Frédéric Makowiecki       | Porsche 911 RSR               | M      | 342    | +43 ronden        |
| 21   | LMGTE Pro | 91  | Porsche GT Team               | Richard Lietz Gianmaria Bruni Frédéric Makowiecki       | Porsche 4.0 L Flat-6          | M      | 342    | +43 ronden        |
| 22   | LMGTE Pro | 93  | Porsche GT Team               | Nick Tandy Earl Bamber Patrick Pilet                    | Porsche 911 RSR               | M      | 342    | +43 ronden        |
| 22   | LMGTE Pro | 93  | Porsche GT Team               | Nick Tandy Earl Bamber Patrick Pilet                    | Porsche 4.0 L Flat-6          | M      | 342    | +43 ronden        |
| 23   | LMGTE Pro | 67  | Ford Chip Ganassi Team UK     | Harry Tincknell Andy Priaulx Jonathan Bomarito          | Ford GT                       | M      | 342    | +43 ronden        |
| 23   | LMGTE Pro | 67  | Ford Chip Ganassi Team UK     | Harry Tincknell Andy Priaulx Jonathan Bomarito          | Ford EcoBoost 3.5 L Turbo V6  | M      | 342    | +43 ronden        |
| 24   | LMGTE Pro | 69  | Ford Chip Ganassi Team USA    | Ryan Briscoe Scott Dixon Richard Westbrook              | Ford GT                       | M      | 341    | +44 ronden        |
| 24   | LMGTE Pro | 69  | Ford Chip Ganassi Team USA    | Ryan Briscoe Scott Dixon Richard Westbrook              | Ford EcoBoost 3.5 L Turbo V6  | M      | 341    | +44 ronden        |
| 25   | LMGTE Pro | 66  | Ford Chip Ganassi Team UK     | Stefan Mücke Olivier Pla Billy Johnson                  | Ford GT                       | M      | 340    | +45 ronden        |
| 25   | LMGTE Pro | 66  | Ford Chip Ganassi Team UK     | Stefan Mücke Olivier Pla Billy Johnson                  | Ford EcoBoost 3.5 L Turbo V6  | M      | 340    | +45 ronden        |
| 26   | LMP2      | 29  | Racing Team Nederland         | Giedo van der Garde Nyck de Vries Frits van Eerd        | Dallara P217                  | M      | 340    | +45 ronden        |
| 26   | LMP2      | 29  | Racing Team Nederland         | Giedo van der Garde Nyck de Vries Frits van Eerd        | Gibson GK428 4.2 L V8         | M      | 340    | +45 ronden        |
| 27   | LMGTE Pro | 94  | Porsche GT Team               | Sven Müller Mathieu Jaminet Dennis Olsen                | Porsche 911 RSR               | M      | 339    | +46 ronden        |
| 27   | LMGTE Pro | 94  | Porsche GT Team               | Sven Müller Mathieu Jaminet Dennis Olsen                | Porsche 4.0 L Flat-6          | M      | 339    | +46 ronden        |
| 28   | LMGTE Pro | 63  | Corvette Racing               | Jan Magnussen Antonio García Mike Rockenfeller          | Chevrolet Corvette C7.R       | M      | 337    | +48 ronden        |
| 28   | LMGTE Pro | 63  | Corvette Racing               | Jan Magnussen Antonio García Mike Rockenfeller          | Chevrolet LT5.5 5.5 L V8      | M      | 337    | +48 ronden        |
| 29   | LMGTE Pro | 92  | Porsche GT Team               | Michael Christensen Kévin Estre Laurens Vanthoor        | Porsche 911 RSR               | M      | 337    | +48 ronden        |
| 29   | LMGTE Pro | 92  | Porsche GT Team               | Michael Christensen Kévin Estre Laurens Vanthoor        | Porsche 4.0 L Flat-6          | M      | 337    | +48 ronden        |
| 30   | LMGTE Pro | 82  | BMW Team MTEK                 | Augusto Farfus Jesse Krohn António Félix da Costa       | BMW M8 GTE                    | M      | 335    | +50 ronden        |
| 30   | LMGTE Pro | 82  | BMW Team MTEK                 | Augusto Farfus Jesse Krohn António Félix da Costa       | BMW S63 4.0 L Turbo V6        | M      | 335    | +50 ronden        |
| 31   | LMGTE Am  | 56  | Team Project 1                | Jörg Bergmeister Patrick Lindsey Egidio Perfetti        | Porsche 911 RSR               | M      | 334    | +51 ronden        |
| 31   | LMGTE Am  | 56  | Team Project 1                | Jörg Bergmeister Patrick Lindsey Egidio Perfetti        | Porsche 4.0 L Flat-6          | M      | 334    | +51 ronden        |
| 32   | LMGTE Am  | 84  | JMW Motorsport                | Jeff Segal Rodrigo Baptista Wei Lu                      | Ferrari 488 GTE               | M      | 334    | +51 ronden        |
| 32   | LMGTE Am  | 84  | JMW Motorsport                | Jeff Segal Rodrigo Baptista Wei Lu                      | Ferrari F154CB 3.9 L Turbo V8 | M      | 334    | +51 ronden        |
| 33   | LMGTE Am  | 62  | WeatherTech Racing            | Cooper MacNeil Robert Smith Toni Vilander               | Ferrari 488 GTE Evo           | M      | 333    | +52 ronden        |
| 33   | LMGTE Am  | 62  | WeatherTech Racing            | Cooper MacNeil Robert Smith Toni Vilander               | Ferrari F154CB 3.9 L Turbo V8 | M      | 333    | +52 ronden        |
| 34   | LMGTE Am  | 77  | Dempsey-Proton Racing         | Matt Campbell Julien Andlauer Christian Ried            | Porsche 911 RSR               | M      | 332    | +53 ronden        |
| 34   | LMGTE Am  | 77  | Dempsey-Proton Racing         | Matt Campbell Julien Andlauer Christian Ried            | Porsche 4.0 L Flat-6          | M      | 332    | +53 ronden        |
| 35   | LMGTE Am  | 57  | Car Guy Racing                | Takeshi Kimura Kei Cozzolino Côme Ledogar               | Ferrari 488 GTE               | M      | 332    | +53 ronden        |
| 35   | LMGTE Am  | 57  | Car Guy Racing                | Takeshi Kimura Kei Cozzolino Côme Ledogar               | Ferrari F154CB 3.9 L Turbo V8 | M      | 332    | +53 ronden        |
| 36   | LMGTE Am  | 78  | Proton Competition            | Louis Prette Philippe Prette Vincent Abril              | Porsche 911 RSR               | M      | 332    | +53 ronden        |
| 36   | LMGTE Am  | 78  | Proton Competition            | Louis Prette Philippe Prette Vincent Abril              | Porsche 4.0 L Flat-6          | M      | 332    | +53 ronden        |
| 37   | LMGTE Am  | 61  | Clearwater Racing             | Matt Griffin Matteo Cressoni Luis Pérez Companc         | Ferrari 488 GTE               | M      | 331    | +54 ronden        |
| 37   | LMGTE Am  | 61  | Clearwater Racing             | Matt Griffin Matteo Cressoni Luis Pérez Companc         | Ferrari F154CB 3.9 L Turbo V8 | M      | 331    | +54 ronden        |
| 38   | LMGTE Am  | 86  | Gulf Racing                   | Mike Wainwright Ben Barker Thomas Preining              | Porsche 911 RSR               | M      | 331    | +54 ronden        |
| 38   | LMGTE Am  | 86  | Gulf Racing                   | Mike Wainwright Ben Barker Thomas Preining              | Porsche 4.0 L Flat-6          | M      | 331    | +54 ronden        |
| 39   | LMGTE Am  | 83  | Kessel Racing                 | Rahel Frey Michelle Gatting Manuela Gostner             | Ferrari 488 GTE               | M      | 330    | +55 ronden        |
| 39   | LMGTE Am  | 83  | Kessel Racing                 | Rahel Frey Michelle Gatting Manuela Gostner             | Ferrari F154CB 3.9 L Turbo V8 | M      | 330    | +55 ronden        |
| 40   | LMGTE Pro | 89  | Risi Competizione             | Oliver Jarvis Jules Gounon Pipo Derani                  | Ferrari 488 GTE Evo           | M      | 329    | +56 ronden        |
| 40   | LMGTE Pro | 89  | Risi Competizione             | Oliver Jarvis Jules Gounon Pipo Derani                  | Ferrari F154CB 3.9 L Turbo V8 | M      | 329    | +56 ronden        |
| 41   | LMGTE Am  | 70  | MR Racing                     | Olivier Beretta Eddie Cheever III Motoaki Ishikawa      | Ferrari 488 GTE               | M      | 328    | +57 ronden        |
| 41   | LMGTE Am  | 70  | MR Racing                     | Olivier Beretta Eddie Cheever III Motoaki Ishikawa      | Ferrari F154CB 3.9 L Turbo V8 | M      | 328    | +57 ronden        |
| 42   | LMGTE Am  | 90  | TF Sport                      | Charlie Eastwood Salih Yoluç Euan Hankey                | Aston Martin Vantage GTE      | M      | 327    | +58 ronden        |
| 42   | LMGTE Am  | 90  | TF Sport                      | Charlie Eastwood Salih Yoluç Euan Hankey                | Aston Martin 4.5 L V8         | M      | 327    | +58 ronden        |
| 43   | LMGTE Am  | 54  | Spirit of Race                | Thomas Flohr Francesco Castellacci Giancarlo Fisichella | Ferrari 488 GTE               | M      | 327    | +58 ronden        |
| 43   | LMGTE Am  | 54  | Spirit of Race                | Thomas Flohr Francesco Castellacci Giancarlo Fisichella | Ferrari F154CB 3.9 L Turbo V8 | M      | 327    | +58 ronden        |
| 44   | LMGTE Pro | 97  | Aston Martin Racing           | Alex Lynn Jonathan Adam Maxime Martin                   | Aston Martin Vantage AMR      | M      | 325    | +60 ronden        |
| 44   | LMGTE Pro | 97  | Aston Martin Racing           | Alex Lynn Jonathan Adam Maxime Martin                   | Aston Martin 4.0 L Turbo V8   | M      | 325    | +60 ronden        |
| 45   | LMP2      | 34  | Inter Europol Competition     | Jakub Śmiechowski James Winslow Nigel Moore             | Ligier JS P217                | M      | 325    | +60 ronden        |
| 45   | LMP2      | 34  | Inter Europol Competition     | Jakub Śmiechowski James Winslow Nigel Moore             | Gibson GK428 4.2 L V8         | M      | 325    | +60 ronden        |
| 46   | LMGTE Am  | 60  | Kessel Racing                 | Claudio Schiavoni Sergio Pianezzola Andrea Piccini      | Ferrari 488 GTE               | M      | 324    | +61 ronden        |
| 46   | LMGTE Am  | 60  | Kessel Racing                 | Claudio Schiavoni Sergio Pianezzola Andrea Piccini      | Ferrari F154CB 3.9 L Turbo V8 | M      | 324    | +61 ronden        |
| 47   | LMGTE Pro | 81  | BMW Team MTEK                 | Nick Catsburg Philipp Eng Martin Tomczyk                | BMW M8 GTE                    | M      | 309    | +76 ronden        |
| 47   | LMGTE Pro | 81  | BMW Team MTEK                 | Nick Catsburg Philipp Eng Martin Tomczyk                | BMW S63 4.0 L Turbo V6        | M      | 309    | +76 ronden        |
| NC   | LMP2      | 43  | RLR M Sport/Tower Events      | John Farano Arjun Maini Norman Nato                     | Oreca 07                      | D      | 295    | Niet geklasseerd  |
| NC   | LMP2      | 43  | RLR M Sport/Tower Events      | John Farano Arjun Maini Norman Nato                     | Gibson GK428 4.2 L V8         | D      | 295    | Niet geklasseerd  |
| DNF  | LMP2      | 31  | DragonSpeed                   | Roberto González Pastor Maldonado Anthony Davidson      | Oreca 07                      | M      | 245    | Ongeluk           |
| DNF  | LMP2      | 31  | DragonSpeed                   | Roberto González Pastor Maldonado Anthony Davidson      | Gibson GK428 4.2 L V8         | M      | 245    | Ongeluk           |
| DNF  | LMP2      | 37  | Jackie Chan DC Racing         | David Heinemeier Hansson Jordan King Ricky Taylor       | Oreca 07                      | D      | 199    | Versnellingsbak   |
| DNF  | LMP2      | 37  | Jackie Chan DC Racing         | David Heinemeier Hansson Jordan King Ricky Taylor       | Gibson GK428 4.2 L V8         | D      | 199    | Versnellingsbak   |
| DNF  | LMP1      | 17  | SMP Racing                    | Stéphane Sarrazin Jegor Oroedzjev Sergej Sirotkin       | BR Engineering BR1            | M      | 163    | Ongeluk           |
| DNF  | LMP1      | 17  | SMP Racing                    | Stéphane Sarrazin Jegor Oroedzjev Sergej Sirotkin       | AER P60B 2.4 L Turbo V6       | M      | 163    | Ongeluk           |
| DNF  | LMP1      | 4   | ByKolles Racing Team          | Tom Dillmann Oliver Webb Paolo Ruberti                  | ENSO CLM P1/01                | M      | 163    | Mechanisch        |
| DNF  | LMP1      | 4   | ByKolles Racing Team          | Tom Dillmann Oliver Webb Paolo Ruberti                  | Gibson GL458 4.5 L V8         | M      | 163    | Mechanisch        |
| DNF  | LMP2      | 49  | ARC Bratislava                | Miro Konôpka Konstantin Teresjtsjenko Henning Enqvist   | Ligier JS P217                | D      | 160    | Schade ongeluk    |
| DNF  | LMP2      | 49  | ARC Bratislava                | Miro Konôpka Konstantin Teresjtsjenko Henning Enqvist   | Gibson GK428 4.2 L V8         | D      | 160    | Schade ongeluk    |
| DNF  | LMGTE Pro | 71  | AF Corse                      | Davide Rigon Sam Bird Miguel Molina                     | Ferrari 488 GTE Evo           | M      | 140    | Motor             |
| DNF  | LMGTE Pro | 71  | AF Corse                      | Davide Rigon Sam Bird Miguel Molina                     | Ferrari F154CB 3.9 L Turbo V8 | M      | 140    | Motor             |
| DNF  | LMGTE Pro | 95  | Aston Martin Racing           | Nicki Thiim Marco Sørensen Darren Turner                | Aston Martin Vantage AMR      | M      | 132    | Schade ongeluk    |
| DNF  | LMGTE Pro | 95  | Aston Martin Racing           | Nicki Thiim Marco Sørensen Darren Turner                | Aston Martin 4.0 L Turbo V8   | M      | 132    | Schade ongeluk    |
| DNF  | LMGTE Am  | 98  | Aston Martin Racing           | Paul Dalla Lana Mathias Lauda Pedro Lamy                | Aston Martin Vantage GTE      | M      | 87     | Ongeluk           |
| DNF  | LMGTE Am  | 98  | Aston Martin Racing           | Paul Dalla Lana Mathias Lauda Pedro Lamy                | Aston Martin 4.5 L V8         | M      | 87     | Ongeluk           |
| DNF  | LMGTE Pro | 64  | Corvette Racing               | Oliver Gavin Tommy Milner Marcel Fässler                | Chevrolet Corvette C7.R       | M      | 82     | Ongeluk           |
| DNF  | LMGTE Pro | 64  | Corvette Racing               | Oliver Gavin Tommy Milner Marcel Fässler                | Chevrolet LT5.5 5.5 L V8      | M      | 82     | Ongeluk           |
| DNF  | LMGTE Am  | 88  | Dempsey-Proton Racing         | Matteo Cairoli Giorgio Roda Satoshi Hoshino             | Porsche 911 RSR               | M      | 79     | Uitgevallen       |
| DNF  | LMGTE Am  | 88  | Dempsey-Proton Racing         | Matteo Cairoli Giorgio Roda Satoshi Hoshino             | Porsche 4.0 L Flat-6          | M      | 79     | Uitgevallen       |
| DNF  | LMP1      | 10  | DragonSpeed                   | Ben Hanley Renger van der Zande Henrik Hedman           | BR Engineering BR1            | M      | 76     | Versnellingsbak   |
| DNF  | LMP1      | 10  | DragonSpeed                   | Ben Hanley Renger van der Zande Henrik Hedman           | Gibson GL458 4.5 L V8         | M      | 76     | Versnellingsbak   |
| DSQ  | LMGTE Pro | 68  | Ford Chip Ganassi Team USA    | Sébastien Bourdais Joey Hand Dirk Müller                | Ford GT                       | M      | 342    | Gediskwalificeerd |
| DSQ  | LMGTE Pro | 68  | Ford Chip Ganassi Team USA    | Sébastien Bourdais Joey Hand Dirk Müller                | Ford EcoBoost 3.5 L Turbo V6  | M      | 342    | Gediskwalificeerd |
| DSQ  | LMGTE Am  | 85  | Keating Motorsports           | Ben Keating Jeroen Bleekemolen Felipe Fraga             | Ford GT                       | M      | 334    | Gediskwalificeerd |
| DSQ  | LMGTE Am  | 85  | Keating Motorsports           | Ben Keating Jeroen Bleekemolen Felipe Fraga             | Ford EcoBoost 3.5 L Turbo V6  | M      | 334    | Gediskwalificeerd |
| WD   | LMGTE Am  | 99  | Dempsey-Proton Racing         | Patrick Long Tracy Krohn Niclas Jönsson                 | Porsche 911 RSR               | M      | 0      | Teruggetrokken    |
| WD   | LMGTE Am  | 99  | Dempsey-Proton Racing         | Patrick Long Tracy Krohn Niclas Jönsson                 | Porsche 4.0 L Flat-6          | M      | 0      | Teruggetrokken    |

## Eindstanden na wedstrijd
LMP (coureurs)
| Pos | Coureur                                         | Punten |
| --- | ----------------------------------------------- | ------ |
| 1   | Fernando Alonso Sébastien Buemi Kazuki Nakajima | 198    |
| 2   | Mike Conway Kamui Kobayashi José María López    | 157    |
| 3   | Thomas Laurent Gustavo Menezes                  | 114    |
| 4   | Michail Aljosjin Vitali Petrov                  | 94     |
| 5   | Neel Jani André Lotterer                        | 91     |

LMP1 (teams)
| Pos | Team                 | Punten |
| --- | -------------------- | ------ |
| 1   | Toyota Gazoo Racing  | 216    |
| 2   | Rebellion Racing     | 134    |
| 3   | SMP Racing           | 109    |
| 4   | ByKolles Racing Team | 22,5   |
| 5   | DragonSpeed          | 8,5    |

GTE (coureurs)
| Pos | Coureur                            | Punten |
| --- | ---------------------------------- | ------ |
| 1   | Michael Christensen Kévin Estre    | 155    |
| 2   | James Calado Alessandro Pier Guidi | 136,5  |
| 3   | Gianmaria Bruni Richard Lietz      | 131    |
| 4   | Andy Priaulx Harry Tincknell       | 90     |
| 5   | Stefan Mücke Olivier Pla           | 88     |

GTE (constructeurs)
| Pos | Constructeur | Punten |
| --- | ------------ | ------ |
| 1   | Porsche      | 288    |
| 2   | Ferrari      | 194    |
| 3   | Ford         | 178    |
| 4   | Aston Martin | 136    |
| 5   | BMW          | 114    |

LMP2 (coureurs)
| Pos | Coureur                                      | Punten |
| --- | -------------------------------------------- | ------ |
| 1   | Nicolas Lapierre André Negrão Pierre Thiriet | 181    |
| 2   | Gabriel Aubry Stéphane Richelmi Ho-Pin Tung  | 166    |
| 3   | Roberto González Pastor Maldonado            | 117    |
| 4   | Jazeman Jaafar Nabil Jeffri Weiron Tan       | 98     |
| 5   | Erwin Creed Romano Ricci                     | 85     |

LMP2 (teams)
| Pos | Nr | Team                    | Punten |
| --- | -- | ----------------------- | ------ |
| 1   | 36 | Signatech Alpine Matmut | 181    |
| 2   | 38 | Jackie Chan DC Racing   | 166    |
| 3   | 37 | Jackie Chan DC Racing   | 138    |
| 4   | 31 | DragonSpeed             | 117    |
| 5   | 50 | Larbre Compétition      | 85     |

GTE Am (coureurs)
| Pos | Coureur                                                 | Punten |
| --- | ------------------------------------------------------- | ------ |
| 1   | Jörg Bergmeister Patrick Lindsey Egidio Perfetti        | 151    |
| 2   | Matt Campbell Christian Ried                            | 110    |
| 3   | Charlie Eastwood Salih Yoluç                            | 99     |
| 4   | Francesco Castellacci Giancarlo Fisichella Thomas Flohr | 99     |
| 5   | Matt Griffin                                            | 95     |

GTE Am (teams)
| Pos | Nr | Team                  | Punten |
| --- | -- | --------------------- | ------ |
| 1   | 56 | Team Project 1        | 151    |
| 2   | 77 | Dempsey-Proton Racing | 110    |
| 3   | 90 | TF Sport              | 99     |
| 4   | 54 | Spirit of Race        | 99     |
| 5   | 61 | Clearwater Racing     | 95     |

1923 · 1924 · 1925 · 1926 · 1927 · 1928 · 1929 · 1930 · 1931 · 1932 · 1933 · 1934 · 1935 · 1936 · 1937 · 1938 · 1939 · 1940 - 1948 · 1949 · 1950 · 1951 · 1952 · 1953 · 1954 · 1955 (Ramp) · 1956 · 1957 · 1958 · 1959 · 1960 · 1961 · 1962 · 1963 · 1964 · 1965 · 1966 · 1967 · 1968 · 1969 · 1970 · 1971 · 1972 · 1973 · 1974 · 1975 · 1976 · 1977 · 1978 · 1979 · 1980 · 1981 · 1982 · 1983 · 1984 · 1985 · 1986 · 1987 · 1988 · 1989 · 1990 · 1991 · 1992 · 1993 · 1994 · 1995 · 1996 · 1997 · 1998 · 1999 · 2000 · 2001 · 2002 · 2003 · 2004 · 2005 · 2006 · 2007 · 2008 · 2009 · 2010 · 2011 · 2012 · 2013 · 2014 · 2015 · 2016 · 2017 · 2018 · 2019 · 2020 · 2021 · 2022 · 2023 · 2024